# RedeTV! 20 Anos
Rede TV! 20 Anos foi uma série de programas especiais que abordava os principais momentos da emissora que completou vinte anos em 2019. O programa era exibido nas noites de sexta-feira às 22h30, em substituição ao programa Mariana Godoy Entrevista, com reprise aos domingos as 17h15 e aos sábados às 18h15. 

## Sinopse
Apresentado por Lígia Mendes, a atração relembrava os momentos históricos da emissora, abordando ícones que marcaram os vinte anos do RedeTV!. Fatos importantes do jornalismo, trechos dos programas humorísticos, depoimentos de atores, jornalistas e apresentadores e os reality shows eram alguns dos temas relembrados pelo Festival.

## Episódios

### Hebe Camargo(27 de marçode2020)[2]
O programa de estreia mostrou a passagem de Hebe Camargo pela emissora relembrando os momentos do programa apresentado nas noites de terça-feira entre 2011 e 2012.

### João Kléber Show Especial Chacrinha(3 de abrilde2020)[4]
O programa relembra o especial exibido em 2017, em homenagem a Chacrinha, no qual João Kléber reuniu nomes que fizeram parte da história do Velho Guerreiro, como Sérgio Reis, Amado Batista, Sandra de Sá, Maria Alcina, Rosemary, Simony, entre outros.

### Luciana Gimenez(10 de abrilde2020)[5]
O programa relembra as melhores entrevistas da apresentadora Luciana Gimenez, que está na emissora desde 2001. Entre as várias entrevistas icônicas, confira os melhores momentos de Gimenez com Donald Trump, Britney Spears, Arnold Schwarzenegger, Charlie Hunnam, Bryan Adams, Laura Pausini, Seal e Mick Jagger.

### Marcelo de Carvalho(17 de abrilde2020)[6]
O programa relembra os melhores momentos das temporadas de Mega Senha e O Céu É o Limite, apresentados por Carvalho.

### Game shows (24 de abrilde2020)[7]
O programa relembra os melhores game shows exibidos pela RedeTV!, como Interligado e Interligado Games, apresentados por Fernanda Lima e Fabiana Saba, além de mostrar os melhores momentos de O Último Passageiro, apresentado por Mário Frias e Estação Teen, comandado pela banda Restart.

### Marília Gabriela(01 de maiode2020)
O programa relembra as melhores entrevistas da apresentadora, que ficou na emissora em 2000 e 2001.

### Muito Show(08 de maiode2020)
O programa relembra os grandes momentos da atração, apresentada por Zé Luiz, que durou entre 2013 e 2015.

### Encrenca(15 de maiode2020)
O episódio relembra os grandes momentos do humorístico, atualmente no ar e sucesso de audiência na emissora.

### Noite Afora(22 de maiode2020)
O episódio relembra os mais quentes e picantes momentos do programa, apresentado por Monique Evans na emissora.

### Daniela Albuquerque(29 de maiode2020)
O programa relembra os grandes momentos da apresentadora, conhecida também como a primeira-dama da RedeTV!

### João Kleber(05 de junhode2020)
O episódio da semana lembra os programas divertidos e históricos de um dos maiores apresentadores da emissora.

### Faa Morena (12 de junhode2020)
No Dia dos Namorados, a atração reapresenta as grandes entrevistas e musicais, comandados por essa versátil apresentadora.

### Feira do Riso(19 de junhode2020)
O programa da semana relembra o humorístico, exibido entre 2012 e 2014, e que revelou, entre outros, o humorista Tirulipa.

### Thiago Rocha (26 de junhode2020)
A atração da semana relembra o Tá Sabendo?, programa que ele comandou em 2016, além de mostrar entrevistas feitas por ele.

### Vila Maluca(03 de julhode2020)
O programa da semana relembra o humorístico que divertiu o Brasil entre 2002 e 2004.

### Cortiço Treme-Treme (10 de julhode2020)
A atração desta semana é o especial de fim de ano exibido em 2013, que contou com a participação de todo elenco da RedeTV!

### Pegadinhas (17 de julhode2020)
O programa desta semana traz um especial relembrando as mais divertidas pegadinhas da TV.

### Quadros memoráveis (24 de julhode2020)
O programa da semana relembra quadros historicos da programação, como o RH do Encrenca e o Quem Sou Eu?, de Luciana Gimenez.

### Amaury Jr.(31 de julhode2020)
O episódio desta semana exibe as mais importantes entrevistas feitas pelo apresentador na emissora.

### Morning Show(7 de agostode2020)
O episódio desta semana exibe os melhores momentos do programa diário, em sua versão matinal, exibido de 2013 a 2015.

### Entrevistas e reportagens memoráveis (14 de agostode2020)
O programa da semana relembra reportagens perigosas e entrevistas com Joe Jackson e Terry Crews.

### Brothers(21 de agostode2020)
O programa da semana relembra a atração comandada pelos irmãos Supla e João Suplicy

### Danilo Gentili(28 de agostode2020)
O episódio desta semana reexibe a participação do apresentador no programa Você na TV.

### Lucas Jagger (04 de setembrode2020)
O programa da semana reapresenta uma entrevista feita por Luciana Gimenez com seu filho, exibida em 2018.

### Hebe (11 de setembrode2020)
O programa da semana relembra uma entrevista com o apresentador Celso Portiolli no quadro Roda de Mulheres e a participação do cantor Bruno, da dupla com Marrone.

### Feira do Riso (18 de setembrode2020)
A atração humorística volta a ser relembrada no episódio desta semana.

### Pegadinhas (25 de setembrode2020)
O episódio da semana exibe mais um especial com as melhores pegadinhas da TV.

### Daniela Albuquerque (02 de outubrode2020)
O programa da semana reexibe os grandes momentos da apresentadora.

### Marília Gabriela (09 de outubrode2020)
O último programa da temporada relembra mais entrevistas do programa apresentado por ela.